# گئورگ سیمنسون
گئورگ سیمنسون (استونیایی: Georg Siimenson; ۱۴ آوریل ۱۹۱۲ – ۱۲ ژوئن ۱۹۷۸) بازیکن فوتبال اهل استونی بود.
از باشگاه‌هایی که در آن بازی کرده‌است می‌توان به باشگاه فوتبال تالینا کالو اشاره کرد.
وی همچنین در تیم ملی فوتبال استونی بازی کرده‌است.